# Identità nazionale

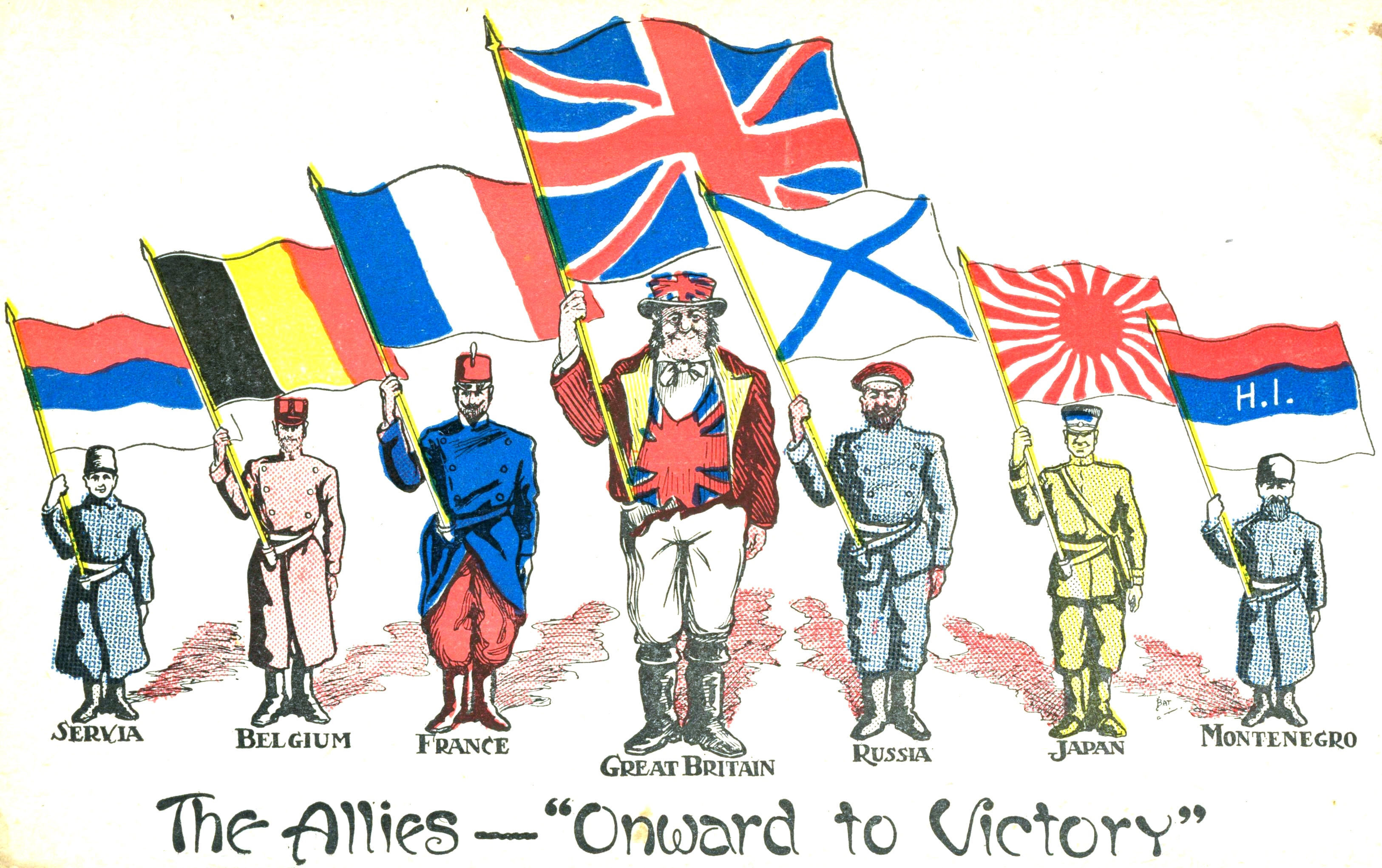
Una cartolina del 1916 che mostra le personificazioni nazionali di alcuni degli alleati della prima guerra mondiale, ciascuno con in mano una bandiera rappresentativa della propria nazione.

L'identità nazionale è il senso di appartenenza derivato dalla nazionalità. Riconoscersi all'interno di questo gruppo consiste nell'avere un'identità "nazionale". La creazione di gruppi sempre più grossi che si riconoscevano in un'unica identità nazionale favorì la costituzione di alcune nazioni.
Secondo il diritto internazionale, il termine identità nazionale, riguardante gli Stati, è intercambiabile con il termine identità statale o identità sovrana dello Stato. L'identità di uno Stato è per definizione legata al nome costituzionale dello Stato utilizzato come identificazione giuridica nelle relazioni internazionali ed elemento essenziale della personalità giuridica internazionale dello Stato. L’identità sovrana della nazione rappresenta anche un denominatore comune per l’identificazione della cultura nazionale o dell’identità culturale e, secondo il diritto internazionale, qualsiasi interferenza esterna con l’identità culturale o le credenze culturali e le tradizioni sembrano inammissibili. Qualsiasi privazione o modifica esterna dell’identità culturale nazionale sembra violare i diritti umani collettivi fondamentali.
L'espressione della propria identità nazionale vista in una luce positiva è il patriottismo che è caratterizzato dall'orgoglio nazionale e dall'emozione positiva dell'amore per il proprio Paese. L'espressione estrema dell'identità nazionale è lo sciovinismo, che si riferisce alla ferma convinzione nella superiorità del paese e all'estrema lealtà verso il proprio paese.

## Origine
In quanto fenomeno collettivo, l'identità nazionale può sorgere come risultato diretto della presenza di elementi dai "punti comuni" nella vita quotidiana delle persone: simboli nazionali, lingua, storia della nazione, coscienza nazionale e artefatti culturali.
Essa può essere vista come elemento naturale, ossia nell'abitudine umana di fidarsi e instaurare legami con le persone più vicine al mondo nel quale viviamo. Secondo questa interpretazione non va intesa come uno sviluppo moderno, ma come una costante presenza universale nel corso della storia, che però si è diffusa, caratterizzata e distinta nel XX secolo con l'avvento del nazionalismo e degli stati nazionali.
L'identità nazionale può, oltre all'accezione classica, essere costruita artificialmente, ne sono un esempio i confini imposti dai governi coloniali hanno sviluppato movimenti indipendentisti che hanno creato varie identità nazionali.

## Formazione dell'identità nazionale

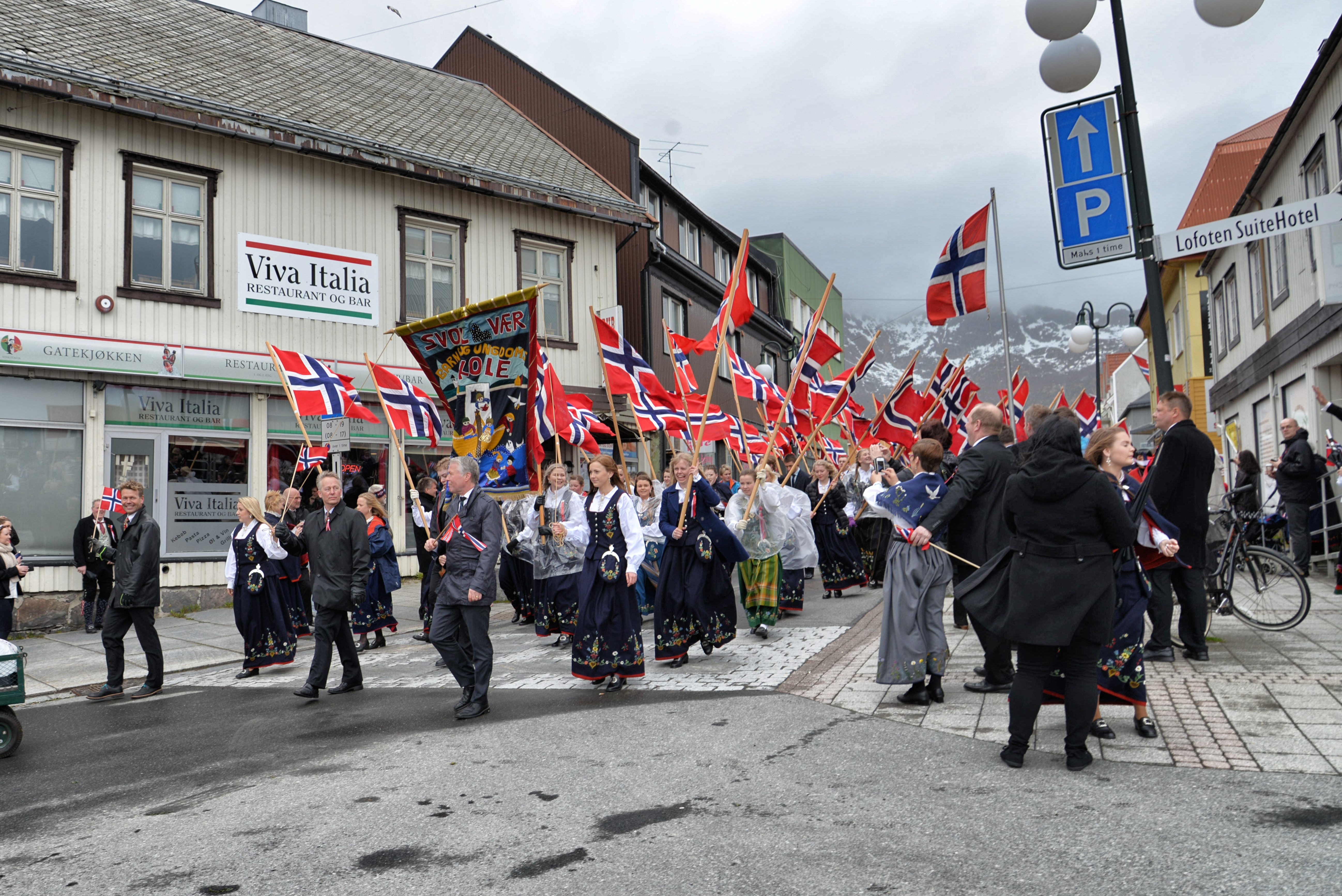
I norvegesi celebrano la giornata nazionale.

L’identità nazionale non è un tratto innato ed è essenzialmente costruita socialmente. L'identità nazionale di una persona risulta direttamente dalla presenza di elementi dei "punti comuni" nella vita quotidiana delle persone: simboli nazionali, lingue, colori, storia della nazione, legami di sangue, cultura, musica, cucina, radio, televisione. Sotto varie influenze sociali, le persone incorporano l'identità nazionale nelle loro identità adottando credenze, valori, presupposti e aspettative che si allineano con la propria identità nazionale. Le persone che identificano la propria nazione considerano le credenze e i valori nazionali come significativi a livello personale e traducono queste credenze e valori in pratiche quotidiane.
Molti studiosi hanno classificato il nazionalismo come civico ed etnico. Il nazionalismo etnico si concentra sulla fede nei miti di origine comune, eredità biologica, rapporti di sangue e somiglianze nella lingua e nella religione. Al contrario, il nazionalismo civico si concentra su una patria territoriale comune e sul coinvolgimento nella sua società. Genera una cultura condivisa distintiva che tutti i cittadini abbracciano come comunità. È stato il nazionalismo etnico a contribuire al crollo dell’Unione Sovietica, dove sorsero molte tensioni quando due o più gruppi etnici condividevano lo stesso territorio. La questione di quale identità etnica dovesse essere dominante era un problema significativo. Pertanto, in letteratura, il nazionalismo civico è caratteristico delle nazioni culturalmente sviluppate che possono, da una posizione sicura di sé, avvicinarsi l’una all’altra su un piano di parità, cercando una cooperazione basata sul rispetto reciproco. Al contrario, il nazionalismo etnico è indicativo di nazioni meno avanzate, causati da sentimenti di inadeguatezza e ispiratrici di politiche belligeranti. Gellner (1983, pp.99–100) intensifica la distinzione nazionale-culturale sostenendo che le nazioni civiche occidentali sono assemblate sulla base di un’alta cultura. Al contrario, le società civiche orientali si uniscono sulla base di una cultura locale, popolare e tradizionale. Ignatieff (1993, pp.7–8) ha mantenuto la stessa linea discutendo sul fatto che il nazionalismo etnico è il nazionalismo delle masse non istruite in cui è la comunità a definire l'individuo e non viceversa.
Esistono tre scuole principali per definire l'identità nazionale. Gli essenzialisti vedono l'identità nazionale come fissa, basata sull'ascendenza, su una storia linguistica comune, sull'etnia e sulle visioni del mondo (Connor 1994; Huntington 1996). I costruttivisti credevano nell'importanza della politica e nell'uso del potere da parte dei gruppi dominanti per ottenere e mantenere uno status privilegiato nella società (Brubaker 2009, Spillman 1997; Wagner-Pacifici & Schwartz 1991). Infine, la scuola dell'identità civica si concentra sui valori condivisi relativi ai diritti e alla legittimità delle istituzioni statali a governare.
Alcuni studiosi hanno indagato su come la cultura popolare si collega al processo di costruzione dell’identità. Alcuni hanno scoperto che i generi musicali contemporanei possono rafforzare l’identità etnica aumentando il sentimento di orgoglio etnico.

### Concettualizzazione
Il politologo Rupert Emerson ha definito l'identità nazionale come "un insieme di persone che sentono di essere una nazione". Questa definizione di identità nazionale è stata approvata dallo psicologo sociale Henri Tajfel, che ha formulato la teoria dell'identità sociale insieme a John Turner. La teoria dell'identità sociale adotta questa definizione di identità nazionale e suggerisce che la concettualizzazione dell'identità nazionale include sia l'auto-categorizzazione che l'affetto. L’auto-categorizzazione si riferisce all’identificazione con una nazione e al considerarsi un membro di una nazione. La parte affettiva si riferisce all'emozione che una persona prova con questa identificazione, come un senso di appartenenza o un attaccamento emotivo verso la propria nazione. La semplice consapevolezza di appartenere a un certo gruppo suscita emozioni positive nei confronti del gruppo e porta ad una tendenza ad agire per conto di quel gruppo, anche quando gli altri membri del gruppo sono talvolta personalmente sconosciuti.
L'identità nazionale richiede il processo di auto-categorizzazione e implica sia l'identificazione del gruppo interno (identificarsi con la propria nazione) sia la differenziazione dei gruppi esterni (altre nazioni). Riconoscendo punti in comune come avere una discendenza comune e un destino comune, le persone si identificano con una nazione e formano un gruppo interno, e allo stesso tempo vedono le persone che si identificano con una nazione diversa come gruppi esterni. La teoria dell'identità sociale suggerisce una relazione positiva tra l'identificazione di una nazione e la deroga di altre nazioni. Identificandosi con la propria nazione, le persone si coinvolgono nei confronti tra gruppi e tendono a disprezzare i gruppi esterni. Tuttavia, diversi studi hanno studiato questa relazione tra l’identità nazionale e la deroga dei propri paesi e hanno scoperto che l’identificazione con l’identità nazionale non si traduce necessariamente in una deroga all’outgroup (ossia il gruppo con cui gli individui non si identificano).
L'identità nazionale, come altre identità sociali, genera emozioni positive come l'orgoglio e l'amore per la propria nazione e un sentimento di obbligo verso gli altri cittadini. La socializzazione dell'identità nazionale, come la socializzazione dell'orgoglio nazionale e il senso di eccezionalità del paese, contribuiscono all'armonia tra i gruppi etnici. Ad esempio, negli Stati Uniti, integrando diversi gruppi etnici nell’identità generale dell’essere americano, le persone sono unite da un’emozione condivisa di orgoglio nazionale e dal sentimento di appartenenza agli Stati Uniti, e quindi tendono a mitigare i conflitti etnici.
Dal punto di vista del diritto internazionale, l'identità nazionale sovrana non può essere soggetta a una regolamentazione o revisione di un trattato e qualsiasi trattato internazionale che mira a creare o modificare l'identità nazionale dello stato sovrano sembra violare i diritti di ius cogens della nazione. Il trattato di revisione dell'identità nazionale potrebbe essere soggetto a risoluzione ai sensi dell'articolo 53 della Convenzione di Vienna sul diritto dei trattati (che recita: È nullo qualsiasi trattato che, al momento della sua conclusione, sia in contrasto con una norma imperativa di diritto internazionale generale). Qualsiasi privazione o revisione dell'identità nazionale sovrana sembra costituire un etnocidio. L’identità nazionale non può essere soggetta a imposizione, revisione o privazione in nessuna circostanza.

### Salienza
L’identità nazionale può essere più evidente quando la nazione si confronta con nemici esterni o interni e disastri naturali. Un esempio di questo fenomeno è l’aumento del patriottismo e dell’identità nazionale negli Stati Uniti dopo gli attacchi terroristici dell’11 settembre 2001. L'identità di essere americano è saliente dopo gli attacchi terroristici e viene evocata l'identità nazionale americana. Avere una minaccia comune o un obiettivo comune unisce le persone in una nazione e rafforza l’identità nazionale.
Il sociologo Anthony Smith sostiene che l'identità nazionale ha la caratteristica della continuità che può trasmettersi e persistere attraverso le generazioni. Esprimendo i miti di avere una discendenza e un destino comuni, il senso di appartenenza delle persone a una nazione viene rafforzato. Tuttavia, le identità nazionali possono scomparire nel tempo poiché sempre più persone vivono in paesi stranieri per un periodo più lungo e possono essere messe in discussione dalle identità sovranazionali, che si riferiscono all'identificazione con un gruppo più inclusivo e più ampio che comprende persone provenienti da più nazioni.
La ricerca sull'esperienza di studio all'estero incentrata sugli effetti degli stereotipi americani ha rilevato che gli studenti americani hanno dovuto affrontare difficoltà nel connettersi con il paese ospitante durante la loro esperienza di studio all'estero a causa degli stereotipi dell'identità americana. Uno stereotipo che ha influenzato la loro esperienza era collegato alla politica durante l’elezione di Trump; lo studio ha rilevato che gli studenti si disimpegnavano, allontanavano, evitavano, assimilavano o sfidavano la propria identità o cultura ospitante in risposta alle interazioni che affrontavano (Goldstein, 97). Queste idee preconcette della cultura ospitante e persino degli americani influenzano la capacità di persone provenienti da contesti diversi di comprendersi e accettarsi a vicenda come individui piuttosto che come stereotipi di un gruppo culturale.

### Persone
Il popolo è il concetto base dell’identità nazionale. Ma le persone possono essere identificate e costruite attraverso diverse logiche di nazionalismo. Gli esempi vanno dal movimento völkisch alle repubbliche popolari.

## Coscienza nazionale
Una coscienza nazionale è un senso condiviso di identità nazionale e una comprensione condivisa che un gruppo di persone condivide un comune background etnico/linguistico/culturale. Storicamente, l’aumento della coscienza nazionale è stato il primo passo verso la creazione di una nazione. La coscienza nazionale, a prima vista, è il livello di consapevolezza individuale, del collettivo e la comprensione che senza "loro" non esiste "noi". È la mera consapevolezza dei molti atteggiamenti e credenze condivisi nei confronti di cose come la famiglia, i costumi, i ruoli sociali e di genere, eccetera. La consapevolezza consente di avere una "identità collettiva" che consente loro di essere consapevoli non solo di dove si trovano ma come quei luoghi e le persone che li circondano siano così significativi da rendere alla fine il collettivo, una nazione. In breve, la coscienza nazionale può essere definita come un nucleo specifico di atteggiamenti che forniscono modalità abituali di considerare i fenomeni della vita.
Le identità nazionali in Europa e nelle Americhe si sono sviluppate insieme all’idea di sovranità politica investita nel popolo dello Stato. Nell'Europa orientale era spesso legato anche all'etnia e alla cultura. Il nazionalismo richiede innanzitutto una coscienza nazionale, la consapevolezza della comunanza nazionale di un gruppo di persone, o di una nazione. Il risveglio della coscienza nazionale viene spesso attribuito agli eroi nazionali ed è associato ai simboli nazionali.
L’identità nazionale può essere pensata come un prodotto collettivo. Attraverso la socializzazione, un sistema di credenze, valori, presupposti e aspettative viene trasmesso ai membri del gruppo. Gli elementi collettivi dell'identità nazionale possono includere simboli nazionali, tradizioni e ricordi di esperienze e conquiste nazionali. Questi elementi collettivi sono radicati nella storia della nazione. A seconda di quanto l'individuo è esposto alla socializzazione di questo sistema, le persone incorporano l'identità nazionale nella propria identità a diversi livelli e in modi diversi, e gli elementi collettivi dell'identità nazionale possono diventare parti importanti della definizione individuale di sé e di come vedono il mondo e il loro posto in esso.

### Prospettive

#### Benedict Anderson
Le nazioni, per Benedict Anderson, si immaginano. L'idea della "comunità immaginata" è che una nazione è costruita socialmente ed è composta da individui che si considerano parte di un particolare gruppo. Anderson si riferiva alle nazioni come a “comunità immaginate”. Pensava che le nazioni, o comunità immaginarie, fossero delimitate a causa dei loro confini per quanto riguarda chi è dentro e chi è fuori. Anderson credeva che la nazione operasse attraverso l’esclusione. Tuttavia, le nazioni escludono coloro che ne sono al di fuori, ma anche i loro membri che non sono immediatamente considerati nell'idea collettiva della loro identità nazionale.
È importante, secondo Anderson, pensare alla comunità nazionale in chiave storica: egli nel suo testo "Comunità immaginate", ordina in maniera diacronica gli elementi che hanno costituito le fortune dei nazionalismi e ne fa una genealogia. Secondo Anderson, le comunità si iniziarono a pensare immaginate quando il capitalismo-a-stampa esordì in Europa. La stesura di giornali e testi letterari ponevano il lettore in un tempo vuoto e omogeneo, per cui ad esempio, se un abitante di Montpellier avesse letto la notizia di un assassinio a Lione si sarebbe sentito in maniera immaginata legato a quell'evento nonostante la distanza geografica.
Anderson pensava che le nazioni fossero delimitate e fossero anche:
Limitato: a causa dei confini o dei concetti mentali, consideriamo gli altri in base alla cultura, all'etnia, ecc. Non immaginiamo tutti in un'unica società o sotto un unico nazionalismo, ma siamo mentalmente separati.
Sovrano: le nazioni erano sovrane perché la sovranità è un simbolo di libertà dalle pratiche religiose tradizionali. La sovranità fornisce l’organizzazione necessaria per una nazione mentre questa viene mantenuta libera dalle tradizionali pressioni religiose.

#### Ernest Gellner
A differenza di Benedict Anderson, Gellner pensava che le nazioni non fossero "comunità immaginate". Nel suo libro Ernest Gellner spiegò come pensava che avessero avuto origine le nazioni. Ai suoi occhi, le nazioni sono costrutti del tutto moderni e prodotti del nazionalismo. Gellner credeva che le nazioni fossero il risultato della rivoluzione industriale. Poiché nelle città si riunivano un gran numero di persone provenienti da contesti diversi, era necessario creare tra loro un'identità comune. La diffusione del capitalismo ha acquistato la richiesta di una costante riqualificazione e Gellner pensava che, di conseguenza, la richiesta fosse soddisfatta creando un passato comune, una cultura e una lingua comuni, che portassero alla nascita delle nazioni.
Gellner pensava che le nazioni fossero contingenze e non necessità universali. Diceva che la nostra idea di nazione era tale.
Due uomini erano uguali solo se appartenevano alla stessa cultura. In questo caso la cultura è «un sistema di idee, di segni, di associazioni e di modi di comunicare».
Due uomini appartengono alla stessa nazione solo se si riconoscono come parte della stessa nazione.
È stato il riconoscimento reciproco degli uomini come persone dello stesso tipo a renderli una nazione e non i loro attributi comuni.

#### Paul Gilbert
In "La filosofia del nazionalismo", Paul Gilbert analizza ciò che pensa sia una nazione e le sue idee contrastano con quelle sia di Anderson che di Gellner. Nel libro Gilbert riconosce che le nazioni sono molte cose. Gilbert dice che le nazioni sono:
Nominalista: Qualunque cosa un gruppo di persone che si considerano una nazione affermi che una nazione sia
Volontarista: «Gruppo di persone legate da una nazione dalla volontà comune»
Territoriale: gruppo di persone situate nella stessa prossimità o territorio
Linguistica: persone che condividono la stessa lingua
Assiologico: gruppo di persone che hanno gli stessi valori distintivi
Destinazione: gruppo di persone che hanno una storia comune e una missione comune

## Sfide

### Identità etnica

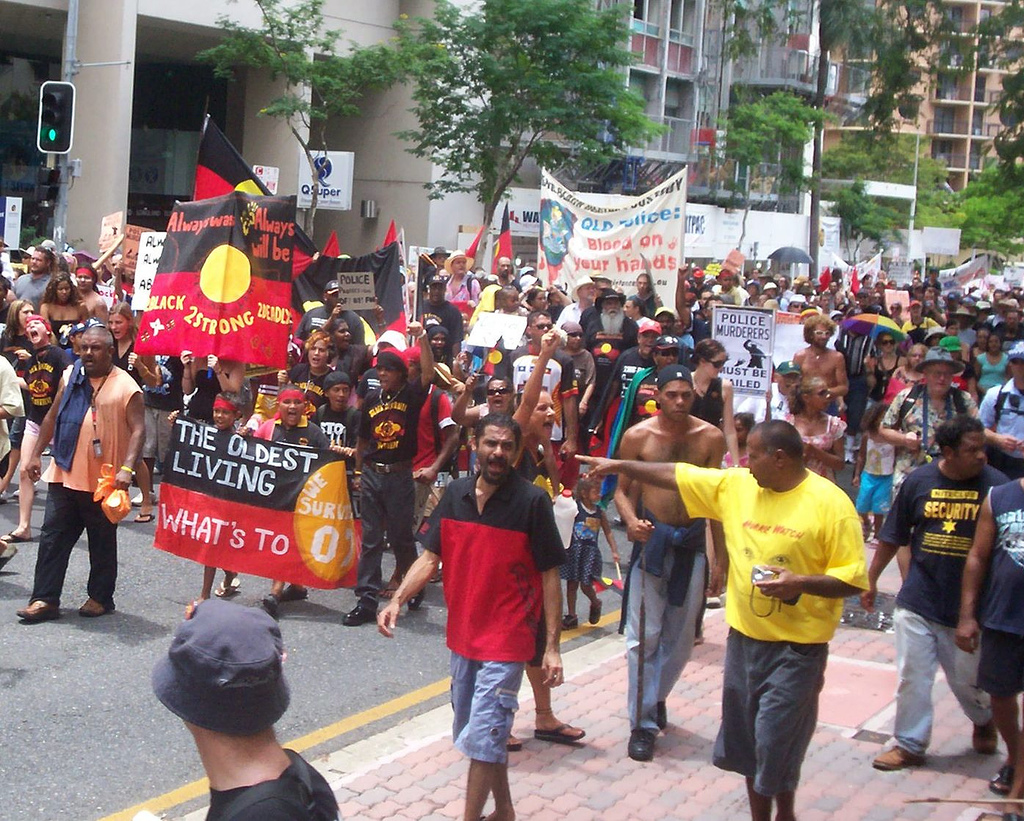
Gruppi aborigeni che protestano a Brisbane, in Australia.

Nei paesi che hanno più gruppi etnici, l’identità etnica e l’identità nazionale possono essere in conflitto. Questi conflitti sono solitamente definiti conflitti etnonazionali. Uno dei famosi conflitti etno-nazionali è la lotta tra il governo australiano e la popolazione aborigena in Australia. Il governo australiano e la cultura della maggioranza hanno imposto politiche e strutture che sostenevano la maggioranza, i valori culturali basati sull’Europa e una lingua nazionale come l’inglese. Le culture e le lingue aborigene non furono supportate dallo stato e furono quasi sradicate dallo stato durante il 20º secolo. A causa di questi conflitti, la popolazione aborigena si identifica meno o non si identifica con l'identità nazionale di essere australiano, ma le loro identità etniche sono salienti.

### Immigrazione
Con l’aumento dell’immigrazione, molti paesi si trovano ad affrontare la sfida di costruire un’identità nazionale e accogliere gli immigrati. Alcuni paesi sono più inclusivi in termini di incoraggiamento degli immigrati a sviluppare un senso di appartenenza al paese ospitante. Ad esempio, il Canada ha il tasso di immigrazione permanente più alto al mondo. Il governo canadese incoraggia gli immigrati a costruire un senso di appartenenza al Canada e ha promosso un concetto più inclusivo di identità nazionale che include sia le persone nate in Canada che gli immigrati. Alcuni paesi sono meno inclusivi. Ad esempio, la Russia ha vissuto due grandi ondate di afflusso di immigrazione, una negli anni '90 e l'altra dopo il 1998. Gli immigrati venivano percepiti negativamente dal popolo russo e venivano visti come "ospiti sgraditi e violenti". Gli immigrati erano considerati outsider ed erano esclusi dalla condivisione dell’identità nazionale di appartenenza alla Russia.

### Globalizzazione
Man mano che il mondo diventa sempre più globalizzato, il turismo internazionale, la comunicazione e la collaborazione commerciale sono aumentati. Le persone in tutto il mondo attraversano i confini nazionali più frequentemente per cercare scambi culturali, istruzione, affari e stili di vita diversi. La globalizzazione promuove valori ed esperienze comuni e incoraggia anche l’identificazione con la comunità globale. Le persone possono adattare il cosmopolitismo e considerarsi esseri globali o cittadini del mondo. Questa tendenza può minacciare l’identità nazionale perché la globalizzazione mina l’importanza di essere cittadino di un particolare paese.
Diversi ricercatori hanno esaminato la globalizzazione e il suo impatto sull’identità nazionale e hanno scoperto che man mano che un paese diventa più globalizzato, il patriottismo diminuisce, il che suggerisce che l’aumento della globalizzazione è associato a una minore lealtà e a una minore volontà di lottare per il proprio paese. Tuttavia, anche una nazione come la Turchia, che occupa un importante crocevia geografico del commercio e un mercato internazionale con una tradizione di attività economica liberale con un radicato commercio estero e imprenditoriale, presenta gradi di etnocentrismo poiché i consumatori turchi possono essere acquirenti fondamentalmente razionali non discriminando i prodotti importati, ma mostrano preferenze per i beni locali che sono di pari qualità rispetto alle importazioni perché acquistarli aiuta l’economia della nazione e l’occupazione interna.

## Problemi

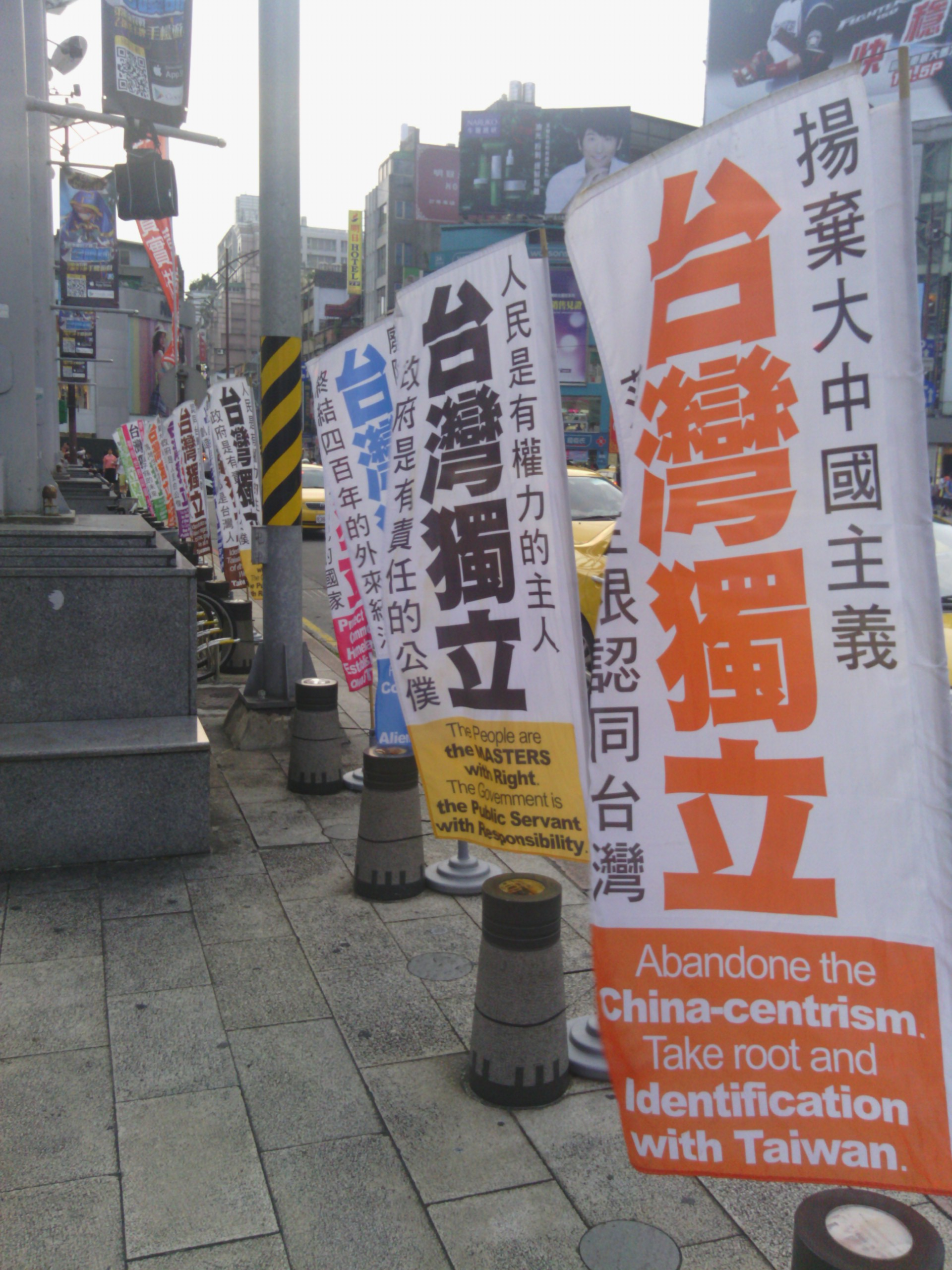
Taiwanesi che protestano per l'indipendenza

In alcuni casi, l'identità nazionale si scontra con l'identità civile di una persona. Ad esempio, molti arabi israeliani si associano alla nazionalità araba o palestinese, mentre allo stesso tempo sono cittadini dello Stato di Israele, che è in conflitto con la nazionalità palestinese. I taiwanesi si trovano anche ad affrontare un conflitto tra identità nazionale e identità civile poiché ci sono stati movimenti che sostengono la formale "Indipendenza di Taiwan" e che ribattezzano "Repubblica di Cina" in "Repubblica di Taiwan". Agli abitanti di Taiwan vengono rilasciate carte d'identità nazionali. e passaporti con il nome del paese "Repubblica di Cina", e una parte di essi non si identifica con "Repubblica di Cina", ma piuttosto con la "Repubblica di Taiwan".

## Marcatori
Gli indicatori di identità nazionale sono quelle caratteristiche utilizzate per identificare una persona come in possesso di una particolare identità nazionale. Questi indicatori non sono fissi ma fluidi, variano da cultura a cultura e anche all'interno di una cultura nel tempo. Tali indicatori possono includere la lingua comune o il dialetto, l'abito nazionale, il luogo di nascita, l'appartenenza familiare, eccetera.